# 광주 모씨
광주 모씨(廣州 毛氏)는 한국의 성씨 관향이다.

## 기원
모씨(毛氏)는 중국 서하(西河, 지금의 중화인민공화국 산서성 하동도 임분현)에서 계출(系出)된 성씨인데, 《조선씨족통보(朝鮮氏族通報)》에 따르면, 주 문왕이 아들을 모(毛)에 봉하여 ‘모(毛)’를 성(姓)으로 삼았다고 한다.

## 개요
한국의 광주 모씨는 연원(淵源)은 문헌(文獻)이 없어 시조(始祖) 및 본관 성씨의 유래를 알 수 없다. 다만, 광주 모씨(廣州 毛氏)가 지금의 평안북도 정주군 일원에 대대로 살아왔다고 전해진다.

## 주요 인물
- 모윤숙(毛允淑, 1910년 ~ 1990년) : 호는 영운(嶺雲). 함경남도 원산 출생. 모학수(毛鶴壽)의 둘째 딸이다. 1948년 제3차UN총회 한국 대표로 참가하여 정부수립에 외교관으로서 활약하였다. 1949년 월간 순수문예지 ≪문예 藝術≫를 창간하였고, 1951년 이화여자대학에서 강의를 하였다. 1955년 국제펜클럽 한국 대표로 참가하였고, 1960년 국제 펜클럽한국본부 회장, 1971년 공화당의 전국구 국회의원 등을 역임하였다. 시집으로는 ≪정경 情景≫(1959)·≪구름의 연가(戀歌)≫(1964)·≪풍토 風土≫(1970) 등이 있고, 서사 시집으로 ≪논개 論介≫(1974), 수필집으로 ≪내가 본 세상≫(1953)·≪포도원≫(1960)이 있으며, ≪모윤숙시전집≫(1974)·≪모윤숙전집≫(1982)·≪국군은 죽어서 말한다≫(1987) 등이 있다. 1962년 대한민국예술원상(공로상)과 국민훈장 모란장을 받았다.

- 모기윤(毛麒允, 1912년 ~ 1983년) : 모윤숙의 남동생. 1937년 연희전문(延禧專門) 문과(文科) 졸업하여 서울대학·청주대학·수도여사대(首都女師大) 교수 등을 지냈다. 1931년 《조선의 노래》(東亞日報)와 《눈 · 꽃 · 새》(東亞日報)를 발표, 이후 서정적 민족사상(抒情的民族思想)과 인생탐구(人生探究)를 밑바탕으로 하여 많은 작품을 발표해 왔다. 《인생불협화이중주(人生不協和二重奏)》(思想界), 《내 조국(祖國)》, 《사향곡(思鄕曲)》(現代文學), 《세련되지 못한 감정》(現代文學) 등이 대표작이다. 동인지(同人誌)〈조선시단(朝鮮詩壇)〉을 비롯하여 〈글벗〉〈혜성(慧星)〉등을 통해 활동해 왔으며, 한국문협(韓國文協)과 한글학회 이사(理事)등을 역임하였다.

- 모인필(毛仁筆, 1955년 ~ ) : 충북대학교 수의학과 교수

## 인구
- 2000년 309명
- 2015년 92명

## 같이 보기
- 함평 모씨